# Raz-de-marée de 1477 des Saints Cosme et Damien
 (décembre 2021).
Si vous disposez d'ouvrages ou d'articles de référence ou si vous connaissez des sites web de qualité traitant du thème abordé ici, merci de compléter l'article en donnant les références utiles à sa vérifiabilité et en les liant à la section « Notes et références ».
L'inondation est survenu en 1477 aux Pays-Bas.

## Conséquences
L'île de Walcheren en Zélande a été inondée, plusieurs digues se sont rompues le long de la côte.
Dans le nord de l'Allemagne, la tempête a frappé le Schleswig-Holstein, qui a vu de vastes étendues de terre inondées, en particulier en Dithmarse.
Le Zuiderzee s'est encore élargi, les îles de la Frise en mer de Wadden ont été réduites.
Le château Hellenburg près du village de Baarland, a été gravement endommagé. Aujourd'hui, seuls les fondations sont encore visibles.
Arnemuiden a été détruit.
De grandes parties de la Flandre ont été inondées.
Le nombre de morts est très élevé, en particulier dans le nord de l'Allemagne et de la côte néerlandaise.